# Det Røde Hus (Trinidad og Tobago)
Det Røde Hus er sæde for parlamentet i Republikken Trinidad og Tobago. Den arkitektoniske udformning af Det Røde Hus er i Beaux-Arts-stilen. Den oprindelige bygning blev ødelagt i 1903 og blev genopbygget i år 1907. Det Røde Hus ligger centralt i hovedstaden Port of Spain. Det anvendes i øjeblikket som et mødested for parlamentet, demokratiske valg og til andre politiske formål.
Det Røde Hus var et af to lokationer for Jamaat al Muslimeen kupforsøg i 1990, hvor Trinidad og Tobagos premierminister blev holdt som gidsler i seks dage og 24 mennesker blev myrdet.

## "Det Første Røde"
Den 15 februar 1844 lagde daværende Guvernør i Trinidad, Sir Henry McLeod, grundstenen for en ny statslig administrationsbygning på den vestlige del af Woodford Square, senere kendt som Brunswick Square. Denne bygning blev bygget på otte privatejede arealer. Den daværende Forstander for Offentlige Arbejder, Mr. Richard Bridgens udformede bygningen, og den blev bygget af entreprenørerne Martin G. de la Sauvagere og A. A. Pierre. 
Bygningen skulle bestå af en nord- og syd-blok, forbundet af en dobbelt buegang, meget lig det nuværende 'Røde Hus' i dag. Den dobbelte buegang var et nødvendigt arkitektonisk træk, da bystyret krævede dette grundet Prince Street, som bygningen var bygget henover. Bystyret fastsatte, at Prince Street ikke bør lukkes for offentligheden og at gaden skulle være tilgængelig for fodgængere og motorkørtøjer. Den sydlige blok blev afsluttet i 1848 og indeholdte domstolene; den nordlige blok indeholdte koloniale administrationskontorer. 
Bygningerne tog lang tid at fuldføre, og i 1892 var de stadig ufuldendte, som indikeret ved et citatet i avisen Port-of-Spain Gazette:
"Intet videre er blevet gjort for at fuldføre bygningerne, der blev rejst omkring halvtreds år siden. Det eneste forsøg på at lindre monotonien af det hele bliver illustreret i hvælvingerne over kørebanen gennem den indre gårdhave, som er et perfekt skelet, og, ligesom ruinerne af Pompeji, antyder mere hvad bygningerne må have været, end hvad de var bestemt til at være."
Efter en del ændringer og tilføjelser blev bygningen  færdiggjort til en pris på £15.000.

## Brand
Under forberedelserne til fejringen af Dronning Victorias Diamantjubilaum i 1897, fik bygningerne en rød lag farve, og befolkningen omtalte herefter bygningerne som 'Det Røde Hus'. Denne bygning brændte ned til grunden den 23. marts 1903.
10°39′11″N 61°30′42″V / 10.65306°N 61.51167°V